# Tahlia Kokkinis
Tahlia Kokkinis (* 11. August 2008) ist eine australische Tennisspielerin.

## Karriere
Kokkinis spielt bislang vorrangig auf der ITF Junior Tour und der ITF Women’s World Tennis Tour, wo sie bisher einen Titel im Doppel gewinnen konnte.
2022 spielte sie beim Les Petits As.
2023 erhielt sie Ende November eine Wildcard für das Hauptfeld im Dameneinzel der mit 60.000 US-Dollar dotierten Gold Coast Tennis International, wo sie in der ersten Runde knapp in drei Sätzen gegen Elena Micic mit 3:6, 7:65 und 5:7 verlor.
2024 erhielt sie eine Wildcard für die Qualifikation zum Hauptfeld im Dameneinzel der Adelaide International, ihrem ersten Turnier der WTA Tour, wo sie ihr Erstrundenmatch gegen Cristina Bucșa mit 0:6 und 1:6 verlor.

## Turniersiege

### Doppel
| Nr. | Datum         | Turnier | Kategorie | Belag | Partnerin    | Finalgegnerinnen               | Ergebnis         |
| --- | ------------- | ------- | --------- | ----- | ------------ | ------------------------------ | ---------------- |
| 1.  | 16. März 2024 | Mildura | ITF W35   | Rasen | Alicia Smith | Punnin Kovapitukted Lu Jiajing | 5:7, 6:2, [10:7] |